# Calle de María Zayas
La calle de María Zayas es una vía pública de la ciudad española de Madrid, situada en el barrio de Berruguete, distrito de Tetuán.

## Descripción
La vía discurre desde la calle de Bravo Murillo hasta la de María Juana. Honra con el título a María de Zayas Sotomayor, escritora del Siglo de Oro. Aparece descrita en Las calles de Madrid (1889) de Hilario Peñasco de la Puente y Carlos Cambronero con las siguientes palabras:

María de Zayas. Comienza en la calle de Bravo Murillo y sale al campo. Es de apertura moderna. Doña María de Zayas y Sotomayor, es una ilustra escritora madrileña, de quien se conservan pocos datos biográficos. Sábese únicamente que floreció en el siglo XVII, y que fué hija de D. Fernando de Zayas, capitán de infantería y caballero del hábito de Santiago. Escribió Novelas amorosas y ejemplares, cuya primera edición, de 1634, fué traducida al francés por D'Onville.
(Peñasco de la Puente y Cambronero, 1889, p. 316)